# Emilia Menassade
Emilia Aline Menassade y Baluze (París, 1860- lugar desconocido, doc. 1897, Madrid ?) fue una pintora y escritora francesa cuya carrera artística se desarrolló fundamentalmente en España. 

## Biografía
En Francia, Emilia Menassade comenzó a formarse en el ámbito artístico. Sin embargo, en 1870, su padre, Jean Pierre Menassade (?-Madrid, 28 de marzo de 1891), antiguo oficial del ejército francés, marchó a España junto a su esposa, Juliette Pauline Baluze Menassade (?-4 de junio de 1894), Emilia, y su hermana, Ana Claudia (Lyon, 1848-San Sebastián, 1897). La causa de esta emigración fue la caída del Segundo Imperio francés, en 1870. La familia se instaló en San Sebastián, donde la joven retomaría su carrera artística. 
La artista se marchó entonces sola a Asturias, donde trabajó como institutriz de las hijas del duque de Tarancón. Su hermana se quedó en San Sebastián, ejerciendo de maestra de francés. Sin embargo, debido al inicio de la tercera guerra carlista (1872 -1876) en las provincias vascongadas, su familia se trasladó a la capital, Madrid, marchándose con ellos la artista. Es en esta ciudad donde la joven comenzaría a trabajar como maestra de dibujo y pintura.
Poco después, su hermana Ana Claudia se ganó la simpatía de la reina María Cristina de Habsburgo-Lorena, siendo nombrada profesora de francés de sus hijas; más tarde llegó incluso a impartir clases al rey Alfonso XIII. Se trató de una gran oportunidad también para la pintora, pues ambas se mudaron juntas a Asturias. Allí, siguió impartiendo clase de dibujo y pintura a la vez que desarrollaba su obra artística.

## Estilo artístico

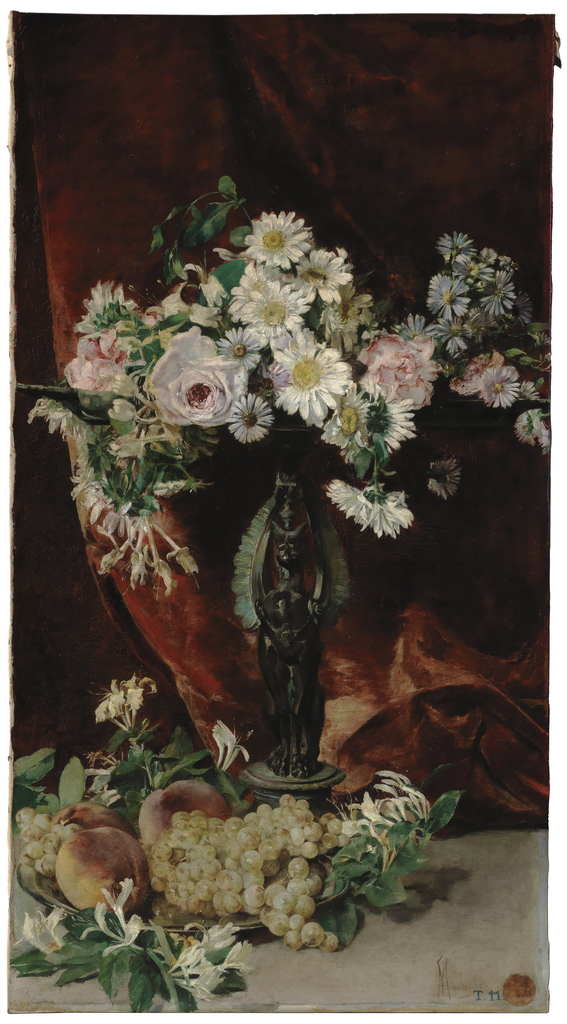
Recuerdo de otoño (1892). Óleo sobre lienzo, 88,5 x 48 cm. Museo Nacional del Prado.

Su obra se centra en una temática muy concreta: la pintura de bodegones con flores y frutas. En ella se puede apreciar una gran influencia tanto técnica como temática de su maestro, Sebastián Gessa y Arias, conocido como "el pintor de las flores". Su educación en el taller de este transcurrió durante su estancia en Madrid, formándose junto a un gran número de mujeres artistas, también discípulas de él.

## Obra pictórica
Recuerdo de otoño es su obra más conocida, un óleo sobre lienzo pintado hacia el año 1892 (alto: 88,5 cm; ancho: 48 cm). Se trata de un bodegón de flores y frutas, con una cortina arrugada de color rojizo como fondo. En una salvilla de plata, representó uvas y melocotones rodeados de flores. El jarrón tiene inspiración arqueológica, y en él se encuentra un ramo de flores en el que se distinguen distintas especies: rosas, margaritas, madreselvas y áster. Forma parte de los fondos del Museo Nacional del Prado, habiendo formado parte de la exposición temporal "Invitadas. Fragmentos sobre mujeres, ideología y artes plásticas en España (1833-1931)" entre el 6 de octubre de 2020 y el 14 de marzo de 2021.

## Exposiciones y premios
Emilia formó parte de dos exposiciones organizadas en los 1882 y 1883. Asimismo, expondría sus obras en las Exposiciones Nacionales de Bellas Artes de Madrid de 1884, 1887, 1890, 1892 y 1894. 
En la exposición de 1884, expuso una obra llamada Flores y Frutas, "que le valieron unánimes elogios del Jurado y de la prensa". Fue la primera mujer propuesta en la lista de premios, pese a que el jurado decidió tan solo proponerle una recompensa, por ser un hecho tan insólito en la época. Del mismo modo, ese año también presentó la obra Laurier rose. La crítica se pronunció diciendo lo siguiente: “No tardaremos en observar cuán alto raya en las frutas esta pintora; mientras tanto, y sin que haya en ello asomos de galantería, echemos una flor a esas flores”.
La calidad de su obra atrajo a personajes de gran importancia, como a Isabel de Borbón y Borbón, gran aficionada al arte. Adquirió uno de los cuadros de Emilia Menassade, y "recibiéndola en audiencia particular, manifestó, con la amabilidad que es propia, su admiración hacia la simpática é inteligente artista, prodigándole entusiastas elogios". Fue a partir de ese momento que la carrera artística de Emilia comenzó a ser más reconocida a nivel nacional.
En la exposición de 1887, la pintora presentó Coin da table, siendo premiada oficialmente. Asimismo, fue galardonada con mención de honor en la edición de 1887. Del mismo modo, en 1892 ganó la tercera medalla por su lienzo Día de fiesta. Este cuadro es un bodegón donde aparecen melocotones y uvas junto a rosas y margaritas. En la Exposición Nacional de Bellas Artes de 1890, presentó un Flores y frutas, que fue elogiado por su colorido, en el que representó un vano veneciano con rosas. También participó en la II Bienal del Círculo de Bellas Artes de Madrid (1891-1893), así como en la exposición Internacional de 1892.

## Obra literaria
En 1897, Emilia Menassade publicó en Francia A travers le Guipuzcoa: impressions. En esta obra, la pintora ofrece descripciones de los lugares que visita, permitiéndonos observarlos a través de su mirada de artista. Además, también habla sobre la historia y geografía de estos parajes, ampliando la información con apreciaciones personales, así como anécdotas. 
Esta publicación fue reseñada en numerosas ocasiones por la prensa. Una de ellas fue publicada en el diario La Correspondencia de España (edición del 29 de agosto de 1897), redactada por Patricio Aguirre de Tejada. El autor confunde las iniciales de la pintora "E. A." (Emilia Aline), atribuyendo también este escrito a su hermana, Ana Claudia, muy reconocida en la época. Del mismo modo, recibió reseñas en otros diarios, como en el Euskal-Erria: revista bascongada; y en el Boletín de la Real Academia de la Historia, en Madrid.